# Ringer-Weltmeisterschaften 1913
Die Ringer-Weltmeisterschaften 1913 fanden vom 27. bis zum 28. Juli 1913 in der Jahrhunderthalle in Breslau, Niederschlesien statt. Die Ringer wurden in vier Gewichtsklassen unterteilt. Gerungen wurde im damals üblichen griechisch-römischen Stil.

## Medaillengewinner
| Klasse   | Gold           | Silber          | Bronze            |
| -------- | -------------- | --------------- | ----------------- |
| -67,5 kg | Ewald Hegewald | Hugo Johansson  | Hermann Schulz    |
| -75 kg   | Georg Baumann  | Edvin Fältström | Heinrich Stiefel  |
| -82 kg   | Ernst Nilsson  | Johann Trestler | František Kopřiva |
| +82 kg   | Anders Ahlgren | Jakob Neser     | Karl Hertel       |

## Medaillenspiegel
| Rang | Land            | Gold | Silber | Bronze |
| ---- | --------------- | ---- | ------ | ------ |
| 1    | Schweden        | 2    | 2      | 0      |
| 2    | Deutsches Reich | 1    | 1      | 3      |
| 3    | Russland        | 1    | 0      | 0      |
| 4    | Österreich      | 0    | 1      | 0      |
| 5    | Böhmen          | 0    | 0      | 1      |